# Giovanni Fontana (vescovo)
Giovanni Fontana (Vignola, 1537 – Ferrara, 12 luglio 1611) è stato un vescovo cattolico italiano, discepolo di san Carlo Borromeo.

## Biografia

### Origini e inizi come vicario di san Carlo
Giovanni nasce da Geminiano Fontana di Montetortore di Zocca e da Eleonora Tesaura Tanara di Gaggio Montano. Compie gli studi minori a Modena, dove forse riceve la tonsura, e quelli universitari a Bologna, addottorandosi in diritto civile ed ecclesiastico ed iniziando attivamente la professione legale.
Carlo Borromeo lo vuole come vicario prima all'abbazia di Nonantola e poi con sé a Milano, dopo avergli concesso una breve parentesi a Modena.
Nella diocesi ambrosiana, dal 1571 è prima avvocato fiscale, poi arciprete del duomo, vicario episcopale nella Fabbrica del Duomo e protonotario apostolico. La frequentazione con il Borromeo è quotidiana e ne diviene il braccio destro. Alla morte di questi, è verosimilmente Fontana colui che gli impartisce l'estrema unzione. Gaspare Visconti succede a san Carlo nel 1585 e continua ad avvalersi di Fontana nelle medesime funzioni di vicario e arciprete del duomo, fino a quando Fontana è nominato vescovo titolare di Nicopoli coadiutore di Ferrara. L'arcivescovo Visconti, con i vescovi Gerolamo Ragazzoni di Bergamo e Ludovico Taverna di Lodi, lo ordina vescovo l'11 settembre 1589 nel duomo di Milano, alla presenza di 30.000 fedeli.

### Vescovo di Ferrara
Dall'inizio di maggio 1590, Fontana a Ferrara affianca il vescovo Paolo Leoni fino al 6 agosto 1590, quando con la morte di questi gli subentra a tutti gli effetti.
Nel ventennale ministero ferrarese Fontana continua fedelmente l'opera del suo maestro san Carlo, divenendone «vivissimo et naturalissimo ritratto», secondo l'attestazione non trascurabile di Giovanni Battista Possevino.
È attento alla moralità pubblica, alla formazione e all'impegno sacerdotale, alla riforma del basso ed alto clero, ai monasteri, al popolo ed alle istituzioni laicali, lavorando alla restaurazione spirituale e materiale della sua diocesi, prendendo anche seri provvedimenti disciplinari in attuazione dei decreti del Concilio di Trento. Fontana ha tutti i tratti tipici del pastore ideale tridentino: attenzione speciale per il seminario, grande cura per l'esercizio della predicazione e per l'opera dei predicatori, stima per la Compagnia di Gesù, riduzione del seguito nelle visite pastorali, valorizzazione dei vicariati foranei e delle riunioni periodiche per il miglioramento qualitativo del clero. Sviluppa il culto per le reliquie per incoraggiare i fedeli all'imitazione dei santi; aumenta il numero delle parrocchie da 85 a 100; dà prescrizioni precise circa i libri da possedere; favorisce la catechesi coinvolgendo anche i futuri sacerdoti; rilancia le confraternite del Santissimo Sacramento; istituisce confraternite laicali sotto il patrocinio di san Carlo dopo la canonizzazione del 1610; si preoccupa per il decoro degli edifici sacri e per l'accurata inventariazione della suppellettile sacra; riforma i monasteri femminili, è attento alle piaghe sociali.
Dopo una prima visita pastorale generale alla diocesi ferrarese nel 1591-1592, sembra che abbia visitato altre tre volte la quasi totalità delle parrocchie, nonostante i calcoli renali. Notevole l'attività dei sinodi diocesani. Il primo è convocato il 16 aprile 1592. Fino al 1599 sono convocati con regolare frequenza annuale, ad eccezione del 1598, per la presenza a Ferrara del papa. Per il biennio 1605-1606 si ha notizia di convocazioni sinodali, mentre per gli ultimi anni si può solo presumere, non essendocene documentazione.

### Rapporti con gli Este e devoluzione di Ferrara
La nomina di Fontana a vescovo della capitale del ducato estense fu certamente sostenuta dal duca, per conto del quale svolgeva regolarmente servizio diplomatico presso il ducato di Milano. Insediatosi a Ferrara e consapevole del suo ruolo, mantenne rapporti più istituzionali e meno personali. Quando morì il duca Alfonso II nel 1597, il nuovo duca Cesare, cugino del defunto e non suo discendente diretto legittimo venne ricusato da papa Clemente VIII. La motivazione fu ufficialmente legata alla bolla pontificia Prohibitio alienandi et infeudandi civitates et loca Sanctae Romanae Ecclesiae che era stata emessa già nel 1567 da papa Pio V e nella quale era dichiarata la necessità di una discendenza legittima perché la casata estense potesse rinamere al potere e considerando inoltre che Ferrara dal punto di vista giuridico era un feudo della santa Sede. Malgrado tale situazione il vescovo Fontana benedì solennemente il nuovo duca e tale atto venne giudicato negativamente a Roma, come si legge nell'avviso del 5 ottobre 1597 "Si dice che Nostro Signore si sia fortemente sdegnato contro il Vescovo di Ferrara per haver solennemente et pubblicamente dichiarato e coronato Don Cesare Duca di Ferrara (Urb.Lat. 1065, pt.2, c. 709 r). La posizione del vescovo venne ritenuta molto lontana dalle linee papali e portò ad una sua delegittimazione. L'avviso dell'Urb.Lat. 1065 continua: "nel Concistorio si voleva degradare il Vescovo di Ferrara per haver fatto la ceremonia della coronatione di Don Cesare, et pur egli doveva saper benissimo le pretentioni che vi haveva la Sede Apostolica et forse non fa il santo et il buono essendo allievo di Borromeo il vecchio".
Pochi giorni dopo gli verrà intimato di scomunicare in duomo, con i paramenti pontificali a lutto, e fu trasmessa la bolla di scomunica contro Cesare. La notizia arrivò pubblicamente anche se a Ferrara si tentò di mantenerla segreta e costrinse Cesare a ritirarsi da Ferrara per trasferirsi a Modena, che era feudo imperiale e che rimase alla dinastia estense. Fu ancora Fontana a celebrare la messa nella quale le autorità di Ferrara giurarono fedeltà al papa nelle mani del cardinale legato Pietro Aldobrandini e lo stesso vescovo fu testimone del medesimo giuramento che arrivò dalle città di Romagna, dalla chiesa di Sant'Ilario a Lugo. L'arrivò di Aldobrandini a Ferrara all'inizio del 1598 sancì di fatto la devoluzione di Ferrara allo Stato pontificio.

### Morte
Morì nella villa di Contrapò il 6 luglio 1611 e fu sepolto nella cattedrale di San Giorgio dopo solenni onoranze funebri. La tomba che si era fatto preparare tre anni prima e porta un'iscrizione, probabilmente sua, molto simile a quella che Carlo Borromeo aveva predisposto per sé stesso. La lapide sepolcrale in marmo nero è collocata nello stesso luogo, di fronte al battistero collocato al posto della cappella che egli aveva eretto e dedicato ai santi Ambrogio e Geminiano. Ippolito Scarsella, che ne dipinse la pala, pare abbia rappresentato il patrono di Modena con i lineamenti di Fontana. Nel primo ventennio del 1700 la cattedrale fu ristrutturata la cappella dei Santi Ambrogio e Geminiano fu smantellata. A un secolo dalla morte di Fontana nella sua tomba il corpo risultò integro e la salma venne trasferita nel sepolcro comune dei vescovi, al centro del presbiterio.

### Opere a stampa
- Editto pertinente la clausura delle monache di Ferrara (1590)
- Ordinationi generali per le chiese della Città e Diocese di Ferrara (1591)
- Dottrina christiana da insegnarsi nella Città e Diocese di Ferrara (1592)
- Decreta edita et promulgata in Synodo Ferrariensi (1592, 1599)
- Avertimenti per la sanità dell'anime, tratti dalla consideratione della creatione del mondo (1610)
- Lettera Pastorale sopra l'Advento (1610)

## Genealogia episcopale e successione apostolica
La genealogia episcopale è:
- Cardinale Tolomeo Gallio
- Arcivescovo Gaspare Visconti
- Vescovo Giovanni Fontana

La successione apostolica è:
- Arcivescovo Alfonso Paleotti (1591)